# 경기도종자관리소
경기도종자관리소(京畿道種子管理所)는 미곡, 맥류, 두류, 그 밖의 중요 농산물의 우량종자를 생산하고, 정선·공급하기 위하여 설치된 경기도청 소속기관이다. 경기도 수원시 영통구 반정로 215에 위치하고 있다.

## 조직
- 생산팀
- 보급팀

## 같이 보기
- 경기도청